# VisualWorld
VisualWorld.ru — российская визуальная ассоциативная поисковая система.

## Особенности
Система VisualWorld ищет не факты присутствия отдельных ключевых слов на веб-страницах, а страницы, максимально точно описывающие то, что содержится в запросе.
После ввода первого ключевого слова система начинает предлагать пользователю варианты продолжения запроса, подбирая слова-ассоциации.
Для каждой страницы система пытается продемонстрировать её структуру в виде схемы семантических связей между ключевыми словами и выдавать ключевые предложения в качестве аннотации.

## Сервисы
- Визуальный ассоциативный поиск и Поисковая форма viwo.ru
- Визуальный словарь — Визуальная понятийно-терминологическая информационная система.
- Карта друзей — Визуальный инструмент для просмотра друзей в блогах LiveJournal.

## История
- 26 ноября 2004 запущен Визуальный Словарь
- 3 ноября 2005 запущены робот сбора данных в Интернет и альфа версия поиска
- 15 апреля 2006 запущены полная версии поиска и сайт viwo.ru